# Kamose
Kamose – faraon, władca starożytnego Egiptu z XVII dynastii tebańskiej, z okresu przełomu Drugiego Okresu Przejściowego i Nowego Państwa. Syn Sekenenre Tao (zwanego Walecznym) i królowej Ahhotep I, brat Ahmose I, założyciela XVIII dynastii. Ostatni władca Drugiego Okresu Przejściowego, uważany za tego, który ostatecznie dokonał ponownego zjednoczenia Egiptu i zapoczątkował całkowite zniesienie władzy Hyksosów (egip. hekau-chasut - "władcy obcych krajów") w Egipcie. 
Przyjął trzy imiona Horusowe.
W czasie swego panowania dokonał decydujących ruchów militarnych zmierzających do osłabienia władzy Hyksosów, którzy rządzili Dolnym i Środkowym Egiptem od ponad stu lat.
Opanowanie Dolnego Egiptu przez Hyksosów dokonywało się etapami, począwszy od Awaris, które zostało stolicą ich państwa, w kierunku południowym wzdłuż wschodnich granic Delty, w kierunku Memfis. Po latach lokalni niezależni książęta tebańscy osiągnęli "zbrojny pokój" z ich władcami, zdobywając przywileje i prawa w obszarze Delty, (prawo tranzytu przez te terytoria oraz prawo pasterskie na żyznych obszarach Delty). Dwie stele, które król rozkazał ustawić w Karnaku (oraz tablica z kolekcji Lorda Carnarvona, na której są kopie owych steli) odnalezione w Tebach relacjonują obawy wyrażane przez członków rady Kamose, gdy ten sugerował konieczność wyprawy przeciw Hyksosom, uważając ich za upokarzającą skazę na świętym gmachu Egiptu. Doradcy nie chcieli ryzykować naruszenia status quo.
Istnieją domniemania, że kampanie Kamose przeciw Hyksosom inspirowane były przez kapłanów Amona w akcie zemsty przeciw wyznawcom Seta w północnym Egipcie, lecz nie ma na to wystarczających dowodów. Te same stele podają, że atak na Hyksosów nastąpił z "rozkazu samego Amona", lecz jest to tradycyjnym wytłumaczeniem wielu ważnych wydarzeń z historii Egiptu, stosownie do "relacji królewskiej". Swoją wojnę z Hyksosami Kamose określa jako patriotyczną powinność i wynik narodowej dumy, uskarżając się, że "...w Tebach okrążony jest od południa przez Nubijczyków, a od północy przez Azjatów, a każdy z nich odrywa coraz to nowe ziemie, dzieląc jego ląd... a wolą jego jest ocalić Egipt i porazić Azjatów..." oraz "...Jeden jest wódz w Awaris, a drugi w Kusz, a ja mam nic nie robić zrównany z Azjatą i Murzynem?".
W trzecim roku swego panowania Kamose wyruszył Nilem na czele swych wojsk, dotarł do Nefrusy gdzie pokonał i rozbił wojska przeciwnika. Potem zapuścił się aż do granic 14 nomu Dolnego Egiptu, w okolice Awaris, zdobywając Gebelejn i Hermupolis, przejmując spławiane rzeką statki z towarami i przechwytując list napisany przez Apopisa I Aauserre do króla Kusz z prośbą o odsiecz. Kamose rozkazał bezzwłocznie przegrupować swoje wojska i zająć Oazę Bahirija, znajdującą się na szlaku północ-południe. W wyniku tej kampanii działania wojenne zostały zawieszone, a Kamose powrócił do Teb, gdzie odbyły się wielkie obchody zwycięstwa, które król nakazał uwiecznić.
Rok trzeci jest ostatnim poświadczonym rokiem jego panowania. Należy więc zakładać, że Kamose sprawował władzę tylko trzy lata. Pochowany został w królewskiej nekropoli Dra Abu al Naga, a w czasach rabunków, za Ramzesa IX, jego mumia przeniesiona została do skrytki w Deir el-Bahari. Trumna jego, skromna i nawet niezłocona, nie nosi królewskich oznak, co być może świadczy o skromnej ceremonii pogrzebowej.
Wielkie dzieło wyzwolenia i zjednoczenia Egiptu dokończył jego brat i następca – Ahmose I, który ostatecznie pokonał Hyksosów, wypierając ich z Egiptu i zdobywając ich ostatnią twierdzę – Szaruhen w południowo-wschodniej Palestynie w około 16. roku swego panowania. 
Jego córką była Ahmes-Sitkames.

## Tytulatura
| G5 |

| G5 |

| xa · a | D2 · Z1 | g · t · f |

| xa · a | D2 · Z1 | g · t · f |

| xa · a | D2 · Z1 | g · t · f |

| xa · a | D2 · Z1 | g · t · f |

| G5 |

| G5 |

| xa · a | D2 · Z1 | g · t · f |

| xa · a | D2 · Z1 | g · t · f |

| xa · a | D2 · Z1 | g · t · f |

| xa · a | D2 · Z1 | g · t · f |

| G5 |

| G5 |

| nfr | K4 · A | b | N11 · N17 · N17 |

| nfr | K4 · A | b | N11 · N17 · N17 |

| nfr | K4 · A | b | N11 · N17 · N17 |

| nfr | K4 · A | b | N11 · N17 · N17 |

| G5 |

| G5 |

| nfr | K4 · A | b | N11 · N17 · N17 |

| nfr | K4 · A | b | N11 · N17 · N17 |

| nfr | K4 · A | b | N11 · N17 · N17 |

| nfr | K4 · A | b | N11 · N17 · N17 |

| G5 |

| G5 |

| s | D · f | D40 · N17 · N17 |

| s | D · f | D40 · N17 · N17 |

| s | D · f | D40 · N17 · N17 |

| s | D · f | D40 · N17 · N17 |

| G5 |

| G5 |

| s | D · f | D40 · N17 · N17 |

| s | D · f | D40 · N17 · N17 |

| s | D · f | D40 · N17 · N17 |

| s | D · f | D40 · N17 · N17 |

| G16 |

| G16 |

| F25 | Y5 · N35 | W24 · W24 · W24 |

| F25 | Y5 · N35 | W24 · W24 · W24 |

| F25 | Y5 · N35 | W24 · W24 · W24 |

| F25 | Y5 · N35 | W24 · W24 · W24 |

| G16 |

| G16 |

| F25 | Y5 · N35 | W24 · W24 · W24 |

| F25 | Y5 · N35 | W24 · W24 · W24 |

| F25 | Y5 · N35 | W24 · W24 · W24 |

| F25 | Y5 · N35 | W24 · W24 · W24 |

| G8 |

| G8 |

| s | h · r | Y1 | N17 · N17 · N23 · N23 |

| s | h · r | Y1 | N17 · N17 · N23 · N23 |

| s | h · r | Y1 | N17 · N17 · N23 · N23 |

| s | h · r | Y1 | N17 · N17 · N23 · N23 |

| G8 |

| G8 |

| s | h · r | Y1 | N17 · N17 · N23 · N23 |

| s | h · r | Y1 | N17 · N17 · N23 · N23 |

| s | h · r | Y1 | N17 · N17 · N23 · N23 |

| s | h · r | Y1 | N17 · N17 · N23 · N23 |

| M23 · X1 | L2 · X1 |

| M23 · X1 | L2 · X1 |

| N5 | M13 | M40 | L1 |

| N5 | M13 | M40 | L1 |

| N5 | M13 | M40 | L1 |

| N5 | M13 | M40 | L1 |

| M23 · X1 | L2 · X1 |

| M23 · X1 | L2 · X1 |

| N5 | M13 | M40 | L1 |

| N5 | M13 | M40 | L1 |

| N5 | M13 | M40 | L1 |

| N5 | M13 | M40 | L1 |

| G39 | N5 |

| G39 | N5 |

| kA | ms · z |

| kA | ms · z |

| kA | ms · z |

| kA | ms · z |

| G39 | N5 |

| G39 | N5 |

| kA | ms · z |

| kA | ms · z |

| kA | ms · z |

| kA | ms · z |